# Rhynchozoon obliquimandibulatum
Rhynchozoon obliquimandibulatum är en mossdjursart som beskrevs av Liu 200. Rhynchozoon obliquimandibulatum ingår i släktet Rhynchozoon och familjen Phidoloporidae. Inga underarter finns listade i Catalogue of Life.